# She Moves in Her Own Way
«She Moves in Her Own Way» (en español: «Ella se mueve a su manera») es una canción de la banda inglesa The Kooks y aparece en su álbum debut, Inside In/Inside Out. Fue lanzado el 26 de junio de 2006, como el quinto sencillo del álbum, llegando al puesto #7 en la lista de charts del Reino Unido. El videoclip de la canción se desarrolla en Tijuana, México y fue dirigido por Diane Martel.

## Lista de canciones
CD (VSCDT1913)
1. «She Moves in Her Own Way» [radio version] – 2:48
2. «Do You Love Me Still?» – 3:15

7" (VS1913)
1. «She Moves in Her Own Way» [radio version] – 2:48
2. «I Already Miss You»

Maxi-CD (VSCDX1913)
1. «She Moves in Her Own Way» [radio version] – 2:48
2. «In My Opinion»
3. «Give In»
4. «She Moves in Her Own Way» [video] – 2:50

## Posicionamiento
| Listas (2006)             | Posición |
| ------------------------- | -------- |
| UK Singles Chart          | 7        |
| Belgian Singles Chart     | 29       |
| Dutch Singles Chart       | 35       |
| Dutch Mega Top 50         | 10       |
| Irish Singles Chart       | 11       |
| Portuguese Singles Chart  | 30       |
| Listas (2007)             | Posición |
| German Singles Chart      | 66       |
| New Zealand Singles Chart | 11       |
| US Modern Rock            | 39       |